# Rondeletia carnea
Rondeletia carnea är en måreväxtart som beskrevs av Ignatz Urban och Erik Leonard Ekman. Rondeletia carnea ingår i släktet Rondeletia och familjen måreväxter. Inga underarter finns listade i Catalogue of Life.